# アポローン (宝塚歌劇)
『アポローン』は宝塚歌劇団の作品。

## 1970年・花組
形式名は「グランド・ショー」。 24場。
宝塚大劇場公演。
公演期間は1970年10月29日から11月30日。
併演は『扇源氏』。

### スタッフ
- 作・演出：菅沼潤[1]
- 作曲・編曲：吉崎憲治[1]、高井良純[1]
- 編曲：宮川泰[1]
- 音楽指揮：橋本和明[1]
- 歌唱指導：水島早苗[1]
- 振付[1]：岡正躬、喜多弘、山田卓、関直人、司このみ
- 装置：石浜日出雄[1]
- 衣装：任田幾英[1]
- 照明：今井直次[1]
- 小道具：上田特市[1]
- 効果：川ノ上智洋[1]
- 音響監督：松永浩志[1]
- 演出補：小原弘亘[1]
- 演出助手：太田哲則[1]
- 振付補：上本みち子[1]
- 制作：土田善久[1]

### 主な出演
- アポローン、オルフェ：甲にしき[2]
- 歌う詩人：南原美佐保[2]
- アモーレ：亜矢ゆたか[2]
- ユリディス：竹生沙由里[2]
- 踊る男：薫邦子[2]
- 踊る女：近衛杏[2]、三井魔乎[2]
- 歌手：水はやみ[2]、銀あけみ[2]、瀬戸内美八[2]

## 1971年・花組
新宿コマ劇場公演
1月2日から1月27日まで公演された。主なスタッフは菅沼潤。併演は『扇源氏』。
福岡スポーツセンター公演
5月9日から5月16日まで公演された。主なスタッフは菅沼潤。併演は『花は散る散る』。